# Ny Carlsbergfondet
Ny Carlsbergfondet er en fond under Carlsbergfondet, der som formål har at støtte kunst og kunstvidenskab i Danmark. Den blev oprettet 20. januar 1902 af brygger Carl Jacobsen og hans hustru Ottilia Jacobsen.

## Bestyrelse
Ny Carlsbergfondets bestyrelse består af fem medlemmer.

### Formænd
- 1902-1914 Carl Jacobsen
- 1914-1946 Helge Jacobsen
- 1946-1961 Viggo Thorlacius-Ussing (medlem fra 1935)
- 1961-1974 Jørgen Sthyr (medlem fra 1957)
- 1974-1988 Torben Holck Colding (medlem fra 1962)
- 1988-2013 Hans Edvard Nørregård-Nielsen
- 2014-2019 Karsten Ohrt (medlem 1994-2007)
- 2020-2024 Christine Buhl Andersen (medlem fra 2014-2016)

### Øvrige medlemmer
- 1902-1915 Holger Hammerich
- 1902-1935 A.P. Weis
- 1915-1923 Lauritz Zeuthen
- 1924-1938 Francis Beckett
- 1938-1957 Knud Friis Johansen
- 1946-1957 Ejnar Dyggve
- 1957-1962 P.J. Riis
- 1961-1982 Else Kai Sass
- 1974-1993 Svend Eriksen
- 1982-2006 Else Marie Bukdahl
- 2006-nu Morten Kyndrup
- 2007-2014 Maria Fabricius Hansen
- 2017-nu Stine Høholt
- 2021-2023 Lisette Vind Ebbesen
- 2021-nu Toke Lykkeberg
- 2024-nu Anders Byriel
- 2024-nu Sanne Kofod Olsen

## Sekretærer
Denne liste er ufuldstændig; hjælp gerne med at udfylde den.
- 1915-1926 Frederik Poulsen
- 1927-1930 Harald Ingholt
- 1930-1933 Gustav Falck
- 1933-1934 Vagn Poulsen
- 1934-1935 Gustav Falck (igen)
- 1935-1943 Vagn Poulsen (igen)
- 1943-1949 Jørn Rubow
- 1950-1962 Torben Holck Colding